# Лекани (горы)
Лекани (греч. Όρη Λεκάνης) — горы в Греции. Расположены на границе периферийных единиц Драма и Кавала. Высочайшая вершина — гора Цал (Τσαλ Νταγ, болг. Чал Даг) высотой 1298 м над уровнем моря. Севернее расположена деревня Лекани.